# Miletus pretiosus
Miletus pretiosus är en fjärilsart som beskrevs av Smith 1894. Miletus pretiosus ingår i släktet Miletus och familjen juvelvingar. Inga underarter finns listade i Catalogue of Life.